# Priscula pallisteri
Priscula pallisteri är en spindelart som beskrevs av Huber 2000. Priscula pallisteri ingår i släktet Priscula och familjen dallerspindlar.
Artens utbredningsområde är Peru. Inga underarter finns listade i Catalogue of Life.